# إعادة ترتيب غابرييل-كولمان
إعادة ترتيب جابريل-كولمان هو تفاعل كيميائي للفثاليمواسيتيك استر(2) مع قاعدة قوية لتكون إيزوكينولين مستبدل (3).